# Victor II Frederik van Anhalt-Bernburg
Victor Frederik van Anhalt-Bernburg (1700-1765) was de oudste (overlevende) zoon van Karel Frederik van Anhalt-Bernburg en Sophia Albertina van Solms-Sonnenwalde.
In 1721 volgde hij zijn overleden vader op als vorst van Anhalt-Bernburg.
Hij was gehuwd met:
- Louisa van Anhalt-Dessau (1709-1732), dochter van Leopold I van Anhalt-Dessau,
- Albertina van Brandenburg-Schwedt (1712-1750), dochter van markgraaf Albrecht Frederik van Brandenburg-Schwedt (1672-1731)
- Konstance Schmidt,

en was vader van:
- Sophia (1732-1786), gehuwd met graaf Frederik van Solms-Baruth (1725-1787)
- Frederik Albrecht (1735-1796)
- Wilhelmina (1737-1777), gehuwd met Christiaan Gunther III van Schwarzburg-Sonderhausen (1736-1794)
- Maria (1739-1739)
- Frederica (1744-1827), gehuwd met Frederik August van Anhalt-Zerbst (1734-1793)
- Christina (1746-1823), gehuwd met prins August van Schwarzburg-Sonderhausen.